# 건시 (전한)
건시(建始)는 중국 전한(前漢) 성제(成帝)의 첫 번째 연호이다. 기원전 32년에서 기원전 28년 2월까지 4년 2개월 동안 사용하였다.

## 연대대조표
| 건시                | 원년        | 2년         | 3년         | 4년         | 5년         |
| 서력                | 기원전 32년 | 기원전 31년 | 기원전 30년 | 기원전 29년 | 기원전 28년 |
| 육십간지 (六十干支) | 기축(己丑)  | 경인(庚寅)  | 신묘(辛卯)  | 임진(壬辰)  | 계사(癸巳)  |

## 같이 보기
- 다른 왕조의 같은 연호
  - 후연(後燕) 건시(407년)

- 중국의 연호

| 이전 연호 경녕(竟寧) | 중국의 연호 전한(前漢) | 다음 연호 하평(河平) |